# لين جي. روبنز
لين جي. روبنز (بالإنجليزية: Lynn G. Robbins)‏ هو قسيس أمريكي، ولد في 27 أكتوبر 1952.